# Serrat del Torn (Alins)
El Serrat del Torn és una serra situada al municipi d'Alins a la comarca del Pallars Sobirà, amb una elevació màxima de 2.668 metres.